# Государственная миграционная служба Туркменистана
Государственная миграционная служба Туркменистана — орган государственного управления, регулирующий миграционную систему Туркменистана, и реализующий государственную политику в сфере миграции.
На основании постановления Президента Туркменистана № 6133 от 21 февраля 2003 года была создана Государственная служба регистрации иностранных граждан Туркменистана. С 17 апреля 2008 года наименование было изменено на Государственную миграционную службу Туркменистана.
Выполняет задачи по регистрации въезда и выезда иностранных граждан и граждан Туркменистана через государственную границу страны, за ведение учета иностранных граждан, прибывающих в Туркменистан, направление им приглашений в Туркменистан и из Туркменистана, а также оформление виз, видов на жительство и разрешений на работу. С 2005 года, также занимается приёмом в гражданство Туркменистана, восстановлением в гражданстве Туркменистана, приёмом и подготовкой документов о выходе из гражданства Туркменистана, оформлением разрешений граждан Туркменистана на выезд за границу на постоянное место жительства.
С июля 2008 года Государственная миграционная служба Туркменистана начала выдавать гражданам Туркменистана паспорта с биометрическими данными, соответствующие международным стандартам (ИКАО).
С 1 апреля 2017 года для оказания услуг гражданам в ГМСТ был создан раздел «Онлайн услуги». В целях экономии времени граждан в этом разделе началось прием электронных заявлений для оформления Биометрического паспорта. Также создана возможность изучения статуса обращений.
Кроме этого, с 2 февраля 2013 года создан раздел «Отправка информации», в котором можно в короткие сроки получить ответы на вопросы, связанные с системой миграции. Также на сайте ГМСТ публикуются новости на туркменском, русском и английском языках, которые регулярно знакомят с политическими и общественными событиями Туркменистана.
Исходя с создаваемыми возможностями Президента Туркменистана в развитии спорта в Туркменистане, в ГМСТ действует волейбольная команда «Миграция» и мини-футбольная команда «Миграция». Эти команды выступают на соревнованиях, проводимых в Туркменистане и за рубежом.